# سارة شنايدر
سارة شنايدر (بالإنجليزية: Sarah Schneider)‏ هي فنانة الدفاع عن النفس أمريكية، ولدت في 30 أغسطس 1980 في رايتاون في الولايات المتحدة.

## وصلات خارجية
- سارة شنايدر على موقع بوكس ريك (الإنجليزية) (registration required)
- سارة شنايدر على موقع بيلاتور (الإنجليزية)
- سارة شنايدر على موقع شيردوغ (الإنجليزية)